# Radu Gyr

Radu Gyr (pseudonimul literar al lui Radu Demetrescu; n. 2 martie 1905, Câmpulung, Muntenia, România – d. 29 aprilie 1975, București, România) a fost un poet, dramaturg, eseist, ziarist român și politician de extremă dreaptă, legionar. O perioadă a fost asistent universitar la catedra de estetică a profesorului Mihail Dragomirescu apoi, conferențiar la Facultatea de Litere și Filosofie din București.

## Biografie
Radu Gyr s-a născut la poalele Gruiului din Câmpulung - de unde, prin derivație, pseudonimul literar Gyr - fiul actorului craiovean Coco Demetrescu. Comandant legionar și șef al regiunii Oltenia, Radu Gyr a fost autorul textelor la imnul neoficial al legionarilor, „Sfânta tinerețe legionară”, al imnului „Moța și Marin” (dedicat lui Ion Moța și Vasile Marin, legionari căzuți în luptă la Majadahonda în 1937 în timpul războiului civil din Spania împotriva forțelor republicane), al „Imnului muncitorilor legionari” și al altor scrieri dedicate Mișcării Legionare.

### Cariera literară
A debutat la vârsta de 14 ani, cu poemul dramatic „În munți”, publicat în revista liceului „Carol I” din Craiova, al cărui elev a fost și, ca  student al Facultății de Litere și Filosofie a Universității din București, cu volumul „Liniști de schituri” 1924.
A fost de mai multe ori laureat - în 1926, 1927, 1928 și 1939 - al Societății Scriitorilor Români, și al Institutului pentru Literatură și Academiei Române. A conferențiat pentru propagarea ideologiei legionare precum „Studențimea și Idealul Spiritual” (conferință din 1935). A colaborat la revistele „Universul literar”, „Gândirea”, „Gândul românesc”, „Sfarmă-Piatră”, „Decembrie”, „Vremea”, „Revista mea”, „Revistă dobrogeană”, „Ramuri”, „Adevărul literar și artistic”, „Axa”, „Iconar” etc., precum și la ziarele „Cuvântul”, „Buna Vestire” și „Cuvântul studențesc”. A scris povești pentru copii semnând cu pseudonimul „Nenea Răducu”. A fost laureat al Premiului „Adamachi” al Academiei Române.

### Comandant legionar și director al teatrelor
În timpul Statului Național-Legionar (septembrie 1940 - ianuarie 1941), Radu Gyr a fost comandant legionar și director general al teatrelor. 
În data de 6 octombrie 1940, defilează alături de grupuri de legionari la parada legionară din București, organizată cu ocazia împlinirii unei luni de la abdicarea lui Carol al II-lea. 
În calitate de director general al teatrelor, actorii evrei au fost eliminați din toate teatrele, cu interdicția de a apărea pe scenele teatrelor românești. Potrivit Raportului Final al Comisiei Internaționale pentru studierea Holocaustului din România, urmând directivele legionare, Radu Gyr i-a înlăturat pe artiștii de origine evreiască din teatrele din toată țară. Legionarii de la teatrele din România au persecutat actorii evrei sau cei cu simpatii de stânga, uneori concediindu-i sau refuzând să-i plătească. Fiindcă în reprezentația din 13 ianuarie 1941, la Teatrul Regina Maria, a jucat o actriță evreică, Radu Gyr transmite un „sever avertisment public companiei Bulandra-Maximilian-Storin”. Totodată, a decis suspendarea subvenției bugetare pe care Ministerul Cultelor și Artelor o acorda acestei companii. În paralel, în ciuda presiunilor exercitate de Radu Gyr, Liviu Rebreanu, în calitate de director a Teatrului Național, refuză să o concedieze pe actrița evreică Leny Caler. 
În timpul conducerii sale, se înființează Teatrul Barașeum în București, singurul teatru evreiesc agreat în acea perioadă, unde a „ghetoizat” comunitatea artistică evreiască din România. Ulterior, susținători ai regimului fascist au susținut că teatrul a putut să funcționeze în toată perioada guvernării antonesciene datorită toleranței regimului antonescian față de cultura evreiască..
În data de 22 ianuarie 1941, în timpul desfărării Rebeliuni Legionare, ține un discurs de pe balconul Teatrului Național din București, îndemnând mulțimea să atace și să ocupe Palatul Telefoanelor. Împreună cu un grup de legionari organizează rezistența împotriva Armatei Române în sediul Ministerului Cultelor. Pentru contribuția sa în timpul rebeliunii, este condamnat de Tribunalul Militar al Comandamentului Militar al Capitalei la 12 ani de închisoare corecțională.

### Detențiile lui Gyr în perioada a două regimuri: monarhal și comunist
În timpul dictaturii regale a lui Carol al II-lea, Gyr a fost arestat și deținut în lagărul de la Miercurea Ciuc alături de Mircea Eliade, Nae Ionescu, Mihail Polihroniade și alți intelectuali legionari. 
Ulterior condamnării pentru rolul avut în timpul Rebeliunii Legionare, este eliberat din detenție și este trimis pe front, pentru „reabilitare”. La Sărata, în anul 1942 a fost grav rănit. Întors din război rănit și cu poemele în raniță, Gyr a publicat în 1942 (la editura Gorjan) volumul (cenzurat) „Poeme de răsboiu”, în care povestește că a trecut Nistrul, Odesa până în stepă - întorcându-se rănit de pe front acasă la soție.
În 1945, regimul comunist l-a încadrat în procesul „lotului ziariștilor fasciști” și, condamnat la 12 ani de detenție, a revenit acasă în 1956 dar, după doi ani a fost arestat din nou și condamnat la moarte în 1959, sub acuzarea de instigare la insurecție armată, cu poezia-manifest „Ridică-te, Gheorghe, ridică-te, Ioane!”, sentință comutată la 25 de ani de muncă silnică. Este eliberat din închisoare la amnistia generală din 1964.
În închisoarea din Aiud, Gyr a fost supus unui regim de detenție deosebit de aspru. Doi ani din pedeapsă i-a executat, purtând lanțuri grele la picioare. Când s-a îmbolnăvit i s-a refuzat asistența medicală..

### Colaborarea cu presa comunistă
Din 1964, după eliberarea din închisoare s-a raliat - împreună cu alți legionari, ca Nichifor Crainic sau, preotul legionar Ion Dumitrescu Borșa - la propagarea ideologiei comuniste în ziare supravegheate și bine subvenționate de Securitate, precum „Glasul Patriei” (mai târziu „Tribuna României”), o revistă propagandistică comunistă care avea ca scop principal influențarea și controla comunităților din exilului românesc. Gyr a publicat reportaje, articole politice și poezii „pe linie” sau cu pseudonimele, Ioachim Pușcașul și Radu Miroslav.
Înainte de 1989 Gyr a fost ignorat, cu excepția criticului Nicolae Manolescu, care l-a menționat în volumul al doilea din „Poezia românească modernă” (1968).
A fost înmormântat la cimitirul Bellu Catolic, în 1975.  A fost reînhumat, împreună cu soția sa, Flora, în cimitirul Mănăstirii Petru Vodă.

### Citate apologetice
- Horia Sima: „Visul lui Gyr este acela al ierarhiei valorilor, care îl smulge pe individ din zoologie și-l înzestrează cu dimensiunea transcendentalului.”
- Atanasie Berzescu: „În Aiud, Radu Gyr a adus pe Iisus în celulă. L-a coborât de pe Cruce și L-a adus alături de noi pe rogojina cu libărci spre îndumnezeirea omului. El era patriarhul și îmbărbătarea deținuților din Aiud. Prin el frumosul și spiritul au continuat să lumineze în beznele adânci”. („Lacrimi și sânge”)

## Operă

### Poezie
- Liniști de schituri , Craiova (1924) (volumul de debut)
- Plânge Strâmbă-Lemne, Craiova  (1927)
- Cerbul de lumină, București (1928)
- Stele pentru leagăn, Râmnicu Vâlcea (1936)
- Cununi uscate, București (1938)
- Corabia cu tufănici, București (1939)
- Poeme de răsboiu, București (1942)
- Balade, București (1943)

### Conferințe
- Făuritorii unui ideal, București, 1932
- Studențimea și Idealul Spiritual, București, 1935
- Femeia în eroismul spiritual, moral și național, București 1936

### Prefețe
- Emil Muracade, Pulbere de stele (poeme), București, 1937
- George Șoimu, Popas în lacrimi București, 1937
- Petre Duță, Poezii patriotice București, 1937

### Alte scrieri
- Scufița roșie, 1937
- Corabia cu tufănici, 1939
- Eposul popular iugoslav, 1935 (în colaborare cu Anton Balotă)

### Volume publicate postum
- Poezii din închisori, Editura Cuvântul Românesc, Canada, 1982
- Poezii, vol. I-III (Sângele temniței, Balade, Stigmate, Lirica orală), îngrijire Simona Popa, Timișoara, Editura Marineasa, 1992-1994
- Anotimpul umbrelor, sonete și rondeluri, ediție îngrijită și postfață de Barbu Cioculescu, București, Editura Vremea, 1993
- Ultimele poeme,  ediție îngrijită și postfață de Barbu Cioculescu, București, Editura Vremea,  1994
- Calendarul meu: prietenii, momente și atitudini literare, ediție îngrijită, cu o prezentare biobibliografică de Ioan Popișteanu, Constanța, Editura Ex Ponto, 1996
- Baba Cloanța Cotoroanța. Povestiri pentru copiii cuminți, Constanța, Editura Ex Ponto, 1997
- Bimbirică automobilist, ediție îngrijită de Ioan Popișteanu, Constanța, Editura Ex Ponto, 1998
- Bimbirică aviator, ediție îngrijită de Ioan Popișteanu, Constanța, Editura Ex Ponto, 1998
- Crucea din stepă. Poeme de răsboiu,  ediție îngrijită și note de Ioan Popișteanu, prefață de Barbu Cioculescu, Constanța, Editura Ex Ponto, 1998
- Pragul de piatră, poezii, îngrijire și postfață de Barbu Cioculescu, București, Editura Vremea, 1998
- Balade, ediție îngrijită de Ioan Popișteanu, postfață de Adrian Popescu, Constanța, Editura Ex Ponto, 1999
- Era o casă albă, Constanța, Editura Ex Ponto, 2000
- Liniști de schituri (versuri), București, Editura Vremea, 2000
- Sângele temniței. Stigmate (versuri), București, Editura Vremea, 2003

### Traduceri
- Joseph Kessel, Păpușa, București, f.a.
- Jack London, Când și-aduce omul aminte...București, f.a.

## Premii
- Premiul Societății Scriitorilor Români pentru poezie decernat de 4 ori (1926, 1927, 1928, 1939).
- Premiul Adamachi al Academiei Române